# Laurence Fishburne
Laurence John Fishburne III (n. 30 iulie 1961, Georgia, SUA) este un actor, scenarist, regizor, și producător de film american. El este cunoscut în special pentru rolul lui Morpheus în trilogia de filme științifico-fantastice Matrix, Clean în Apocalypse Now, Cowboy Curtis în showul TV Pee-wee's Playhouse, Ike Turner în What's Love Got to Do With It și Furious Styles în Boyz n the Hood. El a fost primul actor afro-american care l-a portretizat pe Othello într-un film a unui studio major, atunci când a apărut în filmul din 1995 a lui Oliver Parker, adaptare după Shakespeare.
Între 2008 și 2011, el a jucat rolul lui Dr. Raymond Langston în serialul de dramă criminalistică CSI: Crime Scene Investigation, difuzat pe CBS. În 2013, el l-a portretizat pe Perry White în filmul Man of Steel în regia lui Zack Snyder.

## Piese de teatru
- Eden (1976)
- Short Eyes (1985)
- Urban Blight (1988)
- Loose Ends (1988)
- Two Trains Running (1992)
- Once in the Life / (Riff Raff) (1995)
- The Lion in Winter (1999)
- Fences (2006)
- Without Walls (2006)
- Thurgood (2008)
- National Memorial Day Concert on the Mall in Washington, D.C. (2009)

## Premii și nominalizări

### Film
| Academy Awards                                     |                   |                                                          |                                                         |              |
| An                                                 | Premiu            | Categorie                                                | Titlu                                                   | Rezultat     |
| 1994                                               | Academy Award     | Best Actor in a Leading Role                             | What's Love Got to Do with It                           | Nominalizare |
| Academy of Science Fiction, Fantasy & Horror Films |                   |                                                          |                                                         |              |
| An                                                 | Premiu            | Categorie                                                | Titlu                                                   | Rezultat     |
| 2000                                               | Saturn Award      | Best Supporting Actor                                    | The Matrix                                              | Nominalizare |
| Acapulco Black Film Festival                       |                   |                                                          |                                                         |              |
| An                                                 | Premiu            | Categorie                                                | Titlu                                                   | Rezultat     |
| 1997                                               | Black Film Award  | Best Actor                                               | Hoodlum                                                 | Nominalizare |
| BET Awards                                         |                   |                                                          |                                                         |              |
| An                                                 | Premiu            | Categorie                                                | Titlu                                                   | Rezultat     |
| 2004                                               | BET Award         | Best Actor                                               | The Matrix Reloaded The Matrix Revolutions Mystic River | Nominalizare |
| Black Movie Awards                                 |                   |                                                          |                                                         |              |
| An                                                 | Premiu            | Categorie                                                | Titlu                                                   | Rezultat     |
| 2006                                               | Black Movie Award | Outstanding Motion Picture (Producer)                    | Akeelah and the Bee                                     | Nominalizare |
| 2006                                               | Black Movie Award | Outstanding Performance by an Actor in a Supporting Role | Akeelah and the Bee                                     | Câștigat     |
| Black Reel Awards                                  |                   |                                                          |                                                         |              |
| An                                                 | Premiu            | Categorie                                                | Titlu                                                   | Rezultat     |
| 2000                                               | Black Reel Award  | Best Actor                                               | The Matrix                                              | Nominalizare |
| 2007                                               | Black Reel Award  | Best Supporting Actor                                    | Akeelah and the Bee                                     | Nominalizare |
| 2007                                               | Black Reel Award  | Best Motion Picture (Producer)                           | Akeelah and the Bee                                     | Nominalizare |
| MTV Movie Awards                                   |                   |                                                          |                                                         |              |
| An                                                 | Premiu            | Categorie                                                | Titlu                                                   | Rezultat     |
| 2000                                               | MTV Movie Award   | Best Fight (shared with Keanu Reeves)                    | The Matrix                                              | Câștigat     |
| 2000                                               | MTV Movie Award   | Best On-Screen Duo (shared with Keanu Reeves)            | The Matrix                                              | Nominalizare |

### Televiziune
| Emmy Awards       |                                                             |                                |              |
| An                | Categorie                                                   | Titlu                          | Rezultat     |
| 2011              | Outstanding Lead Actor in a Miniseries or Movie             | Thurgood                       | Nominalizare |
| 1997              | Outstanding Made for Television Movie                       | Miss Evers' Boys               | Câștigat     |
| 1997              | Outstanding Lead Actor in a Miniseries or a Special         | Miss Evers' Boys               | Nominalizare |
| 1996              | Outstanding Lead Actor in a Miniseries or a Special         | The Tuskegee Airmen            | Nominalizare |
| 1993              | Outstanding Guest Actor in a Drama Series                   | TriBeCa: The Box               | Câștigat     |
| NAACP Image Award |                                                             |                                |              |
| An                | Categorie                                                   | Titlu                          | Rezultat     |
| 2011              | Outstanding Actor in a Drama Series                         | CSI: Crime Scene Investigation | Nominalizare |
| 2010              | Outstanding Actor in a Drama Series                         | CSI: Crime Scene Investigation | Nominalizare |
| 2009              | Outstanding Supporting Actor in a Drama Series              | CSI: Crime Scene Investigation | Nominalizare |
| 1999              | Outstanding Lead Actor in a Television Movie or Mini-Series | Always Outnumbered             | Nominalizare |
| 1998              | Outstanding Lead Actor in a Television Movie or Mini-Series | Miss Evers' Boys               | Câștigat     |
| 1996              | Outstanding Lead Actor in a Television Movie or Mini-Series | The Tuskegee Airmen            | Câștigat     |

### Teatru
| NAACP Theatre Awards |                               |                    |          |
| An                   | Categorie                     | Operă              | Rezultat |
| 2007                 | Best Male Lead – Equity       | Without Walls      | Câștigat |
| 2005                 | Lifetime Achievement Award    | N/A                | Câștigat |
| Tony Awards          |                               |                    |          |
| An                   | Categorie                     | Operă              | Rezultat |
| 1992                 | Best Actor in a Featured Role | Two Trains Running | Câștigat |